# Чарльз Фіцджеральд, 4-й герцог Лейнстер

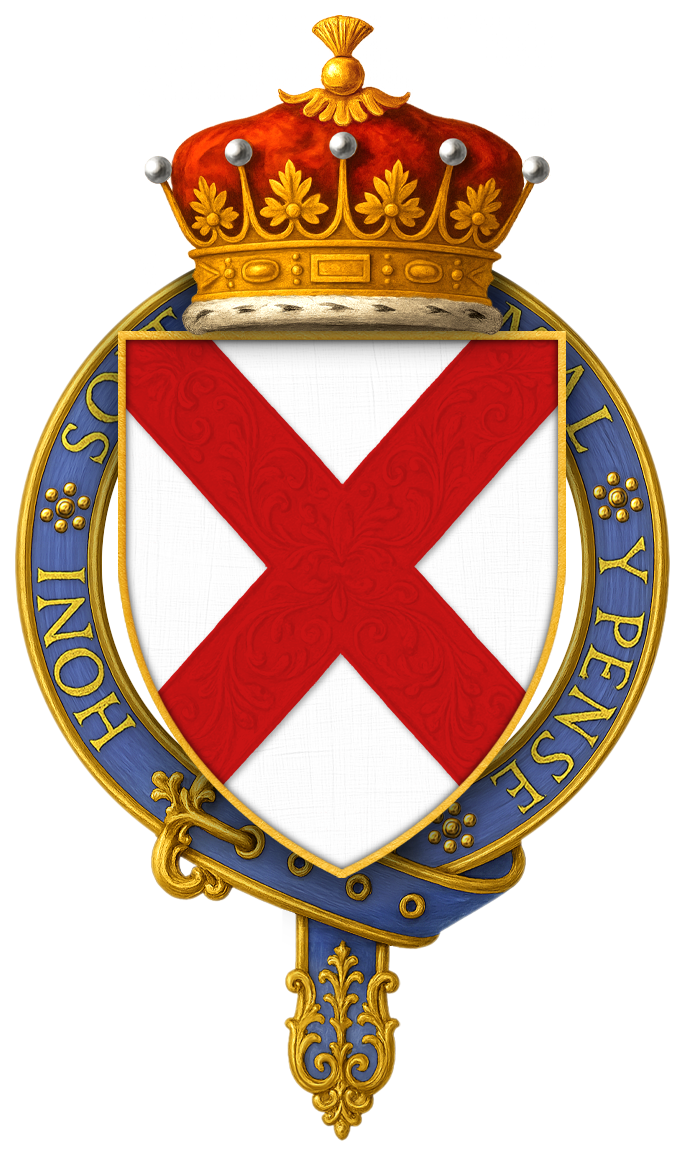
Герб герцогів Лейнстер.

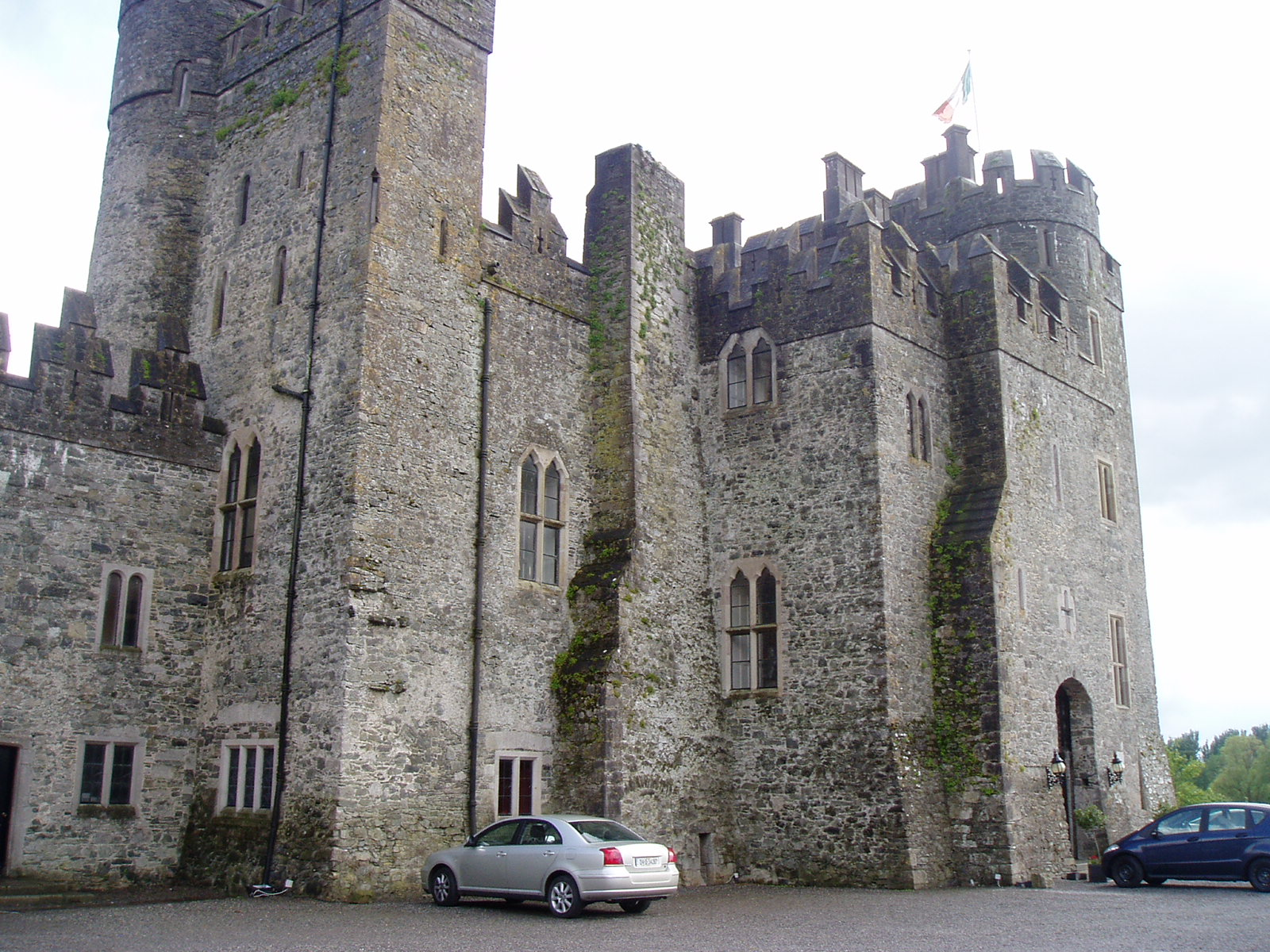
Замок Кілкі (Кілкеа).

Чарльз Вільям ФітцДжеральд (англ. Charles William FitzGerald, 4th Duke of Leinster; 30 березня 1819 — 10 лютого 1887) — IV герцог Лейнстер — ірландський аристократ, маркіз, лорд, граф, пер Ірландії, політик.

## Життєпис
Чарльз Вільям Фітцджеральд народився в Дубліні, Ірландія. Він був сином Августа Фітцджеральда — ІІІ герцога Лейнстер та леді Шарлотти Августи Стенхоуп. У 1843 році він отримав посаду Верховного шерифа графства Кілдер. Він був депутатом парламенту Об'єднаного королівства Великої Британії та Ірландії від графства Кілдер у 1847—1852 роках. Він помер в палаці Картон-Хаус 10 лютого 1887 року.

## Родина
Чарльз Вільям ФітцДжеральд одружився з леді Керолайн Сазерленд-Левесон-Говер (15 квітня 1827 — замок Кілкеа, 13 травня 1887) — дочкою Джорджа Гранвіль Сазерленд-Левесон-Говера — ІІ герцог Сазерленд та леді Гаррієт Елізабет Джорджіан Говард. Шлюб відбувся 12 або 13 жовтня 1847 року в Трентам, Стаффордшир, Англія. У них було 15 дітей:
- Леді Джеральдіна Фіцджеральд (1848 -. 15 листопада 1867)
- Леді Мейбл Фітцджеральд (1849 -. 13 вересня 1850)
- Джеральд Фітцджеральд — V герцог Лейнстер (16 серпня 1851 — 1 грудня 1893)
- Лорд Моріс Фітцджеральд (Картон-Хаус, 16 грудня 1852 — замок Джонстаун, 24 квітня 1901) — одружився в Лонгфорді 13 квітня 1880 року з леді Аделаїдою Форбс (Дублін, 21 серпня 1860 — 18 листопада 1942).
- Леді Еліс Фітцджеральд (Картон-Хаус, 12 грудня 1853 — 16 січня 1941) — одружилась у Картон-Хаус 2 травня 1882 року з сером Чарльзом Джонаом Освальдом Фіцджеральдом (1840—1912), їхня дочка Мейбл була пізніше нібито таємною дружиною Альфреда — спадкового принца Саксен-Кобург і Гот
- Леді Єва Фітцджеральд (замок Кілкі, 11 січня 1855 — 13 лютого 1931)
- Леді Мейбл Фітцджеральд (замок Кілкі, 16 грудня 1855 — 8 грудня 1939) — не була одружена
- Майор лорд Фредерік Фітцджеральд (18 січня 1857 — 8 березня 1924) — не був одружений
- Лорд Волтер Фітцджеральд (22 січня 1858 — 31 липня 1923) — капітан 60-го стрілецького полку, не був одруженим
- Лорд Чарльз Фітцджеральд (замок Кілкеа, 20 серпня 1859 — 28 червня 1928) — одружився в Калькутті 21 листопада 1887 року з Алісою Сидонією Клавдєю (пом. липень 1909)
- Лорд Джордж Фітцджеральд (16 лютого 1862 — 23 лютого 1924)
- Лорд Генрі Фітцджеральд (замок Кілкі, 9 серпня 1863 — 31 травня 1955) — одружився в Таплоу 21 січня 1891 року з Інесою Шарлоттою Грейс Ботелер (пом. 1967)
- Леді Неста Фітцджеральд (замок Кілкі, 5 квітня 1865 — 7 грудня 1944) — не була одружена
- Леді Маргарет Фіцджеральд (1866 -. 26 жовтня 1867)
- Лорд Роберт Фітцджеральд (23 грудня 1868 — 23 грудня 1868)